# Kowloon

Distrikten som bildar Kowloon inom Hongkong.

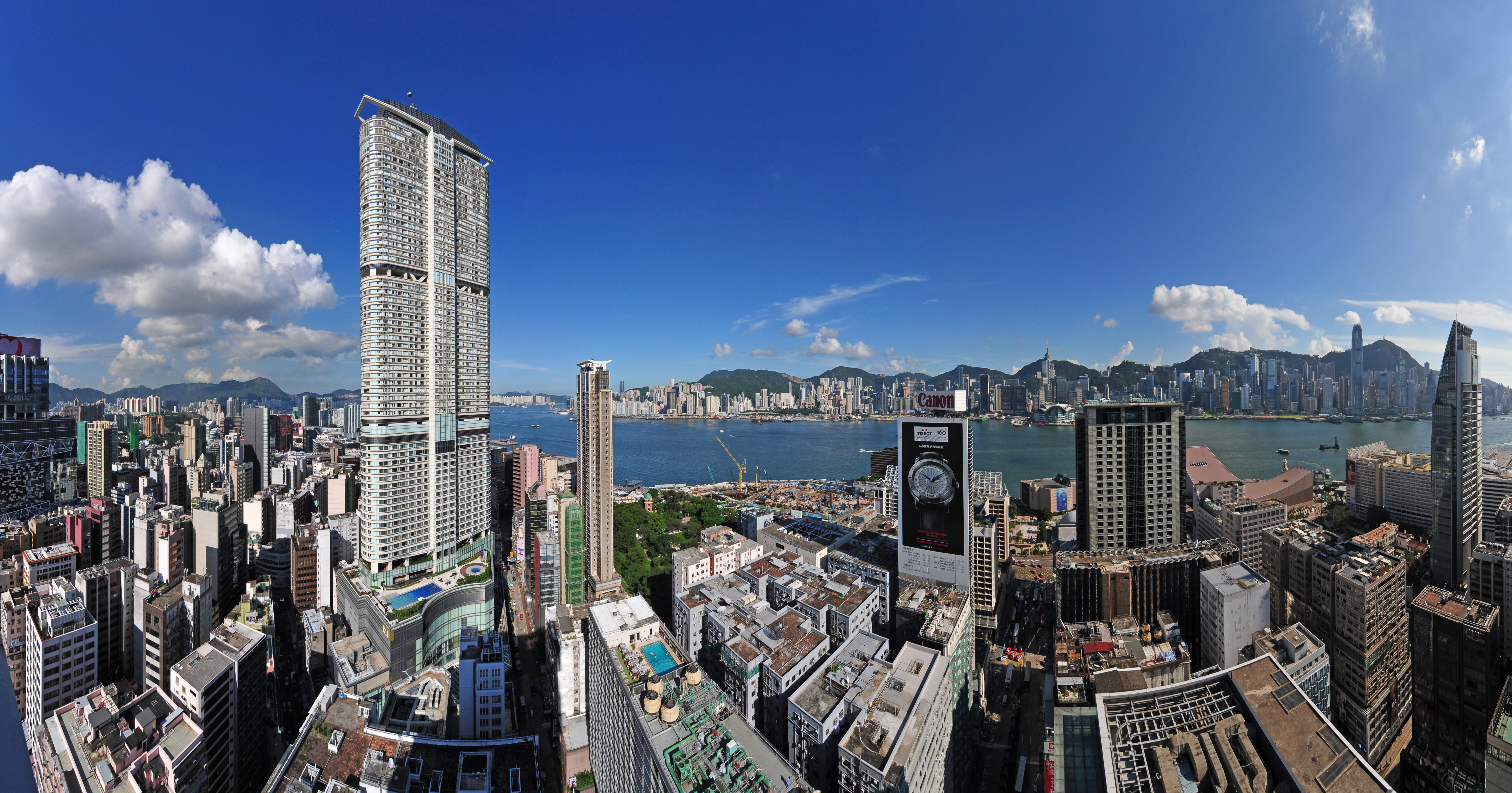

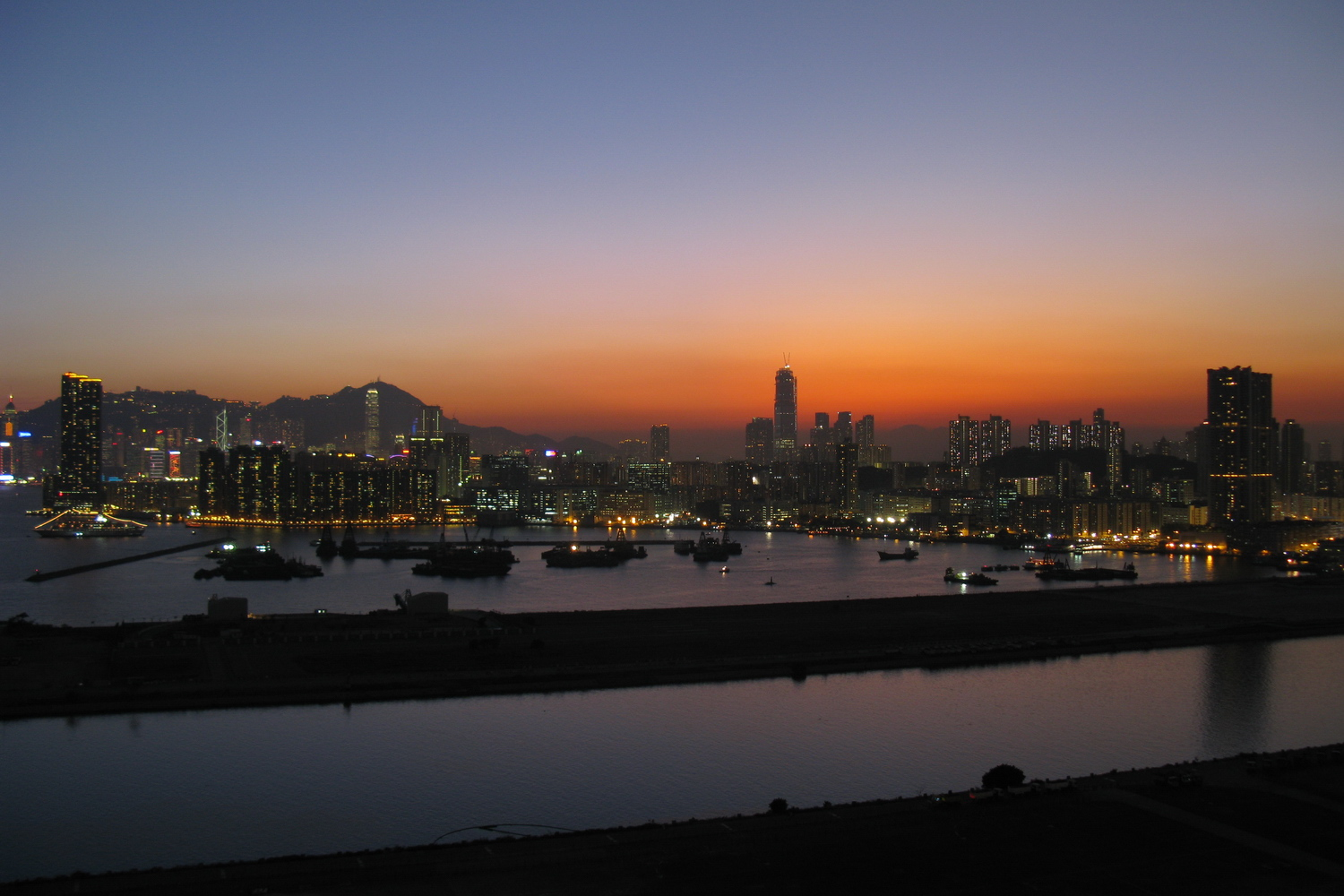
Kowloonhalvön

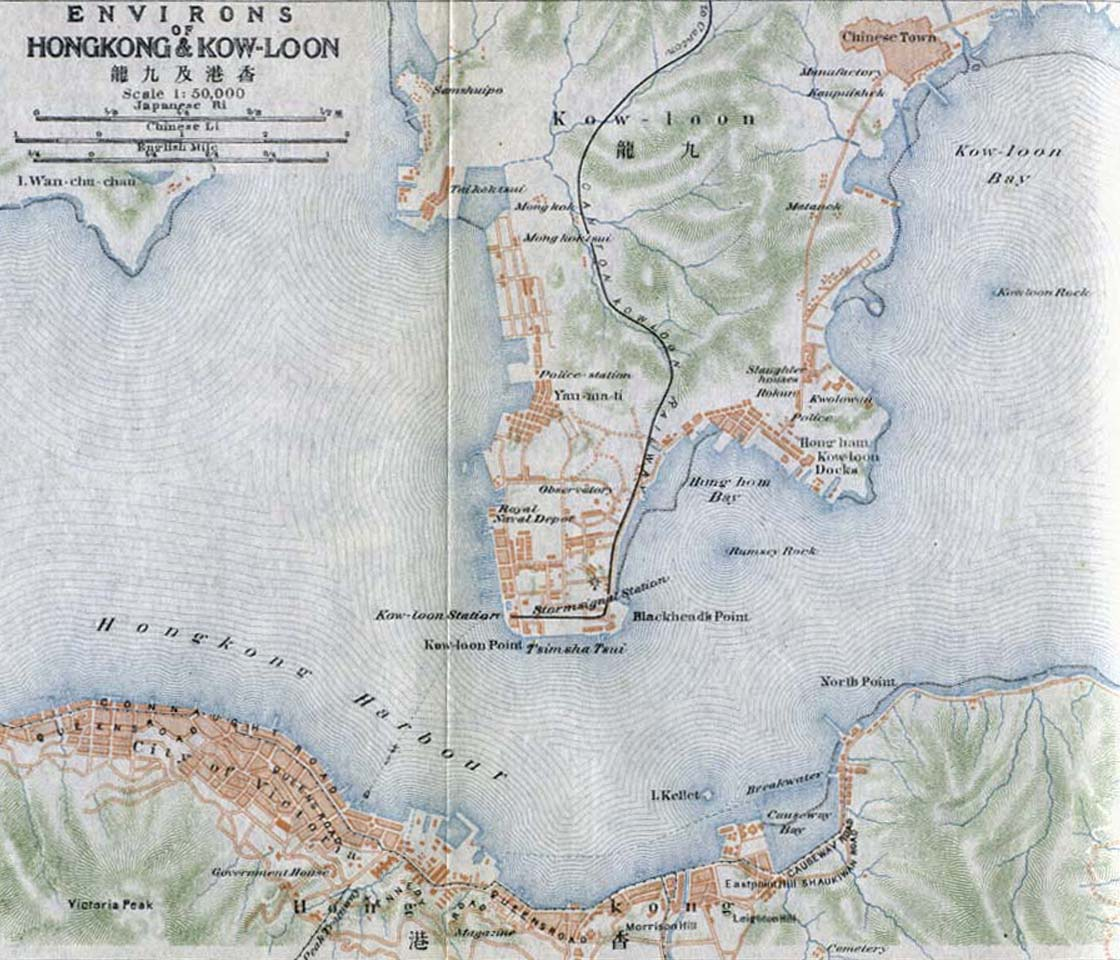
Kowloon 1915

Kowloon (九龍, Kau Lung, "nio drakar") är ett område i Hongkong som omfattar Kowloonhalvön och New Kowloon. Området är 46,93 km² stort. Kowloon är ett av Hongkongs tre huvudområden (de andra är Hongkongön och Nya territorierna). Det avgränsas i öst av Lei Yue Mun-sundet, i väst av Mei Foo Sun Chuen och Stonecutters Island, Tate's Cairn och Lion Rock i nord, och sundet Victoria Harbour som skiljer fastlandet från Hongkongön i söder. Befolkningen låg på 2 071 000 invånare år 2000. Det är ett centrum för Hongkongs turism och nöjesliv. Där finns också flera soptippar.

## Historia
Namnet Kowloon (Kau Lung) betyder "nio drakar", vilket syftar på de åtta omgivande bergstopparna samt den kinesiske kejsaren. Den del av Kowloon som ligger söder om Boundary Street avstods, tillsammans med Stonecutters Island, av den kinesiske Qingdynastin till Storbritannien år 1860. I många år lät britterna för det mesta bli att bygga ut på området, och besökte den huvudsakligen för jakt på tiger. 
Den del av Kowloon som ligger nord om Boundary Street (New Kowloon) kom till år 1898, genom ett avtal som löpte på 99 år, som del av New Territories. I New Kowloon ligger Kowloon City, som syftar till Kowloon Walled City, rivet 1993, som låg där. (Samma region kallades Guanfuchang, 官富場, under Songdynastin.) I dagligt tal räknar man emellertid sällan New Kowloon som del av New Territories, utan som en del av Kowloons stadsområde på båda sidor om Boundary Street. 
En storstilad utbyggning av Kowloon ägde rum i början av 1900-talet, samtidigt med byggandet av järnvägen mellan Kowloon och Kanton, Kowloonvarvet och kort tid därefter av Kai Tak-flygplatsen. Flygplatsens belägenhet medförde byggnadsrestriktioner som upprätthölls till slutet av 1990-talet. 
Den 1 juli 1997 blev Kowloon återigen del av Kina tillsammans med övriga Hongkong.

## Administration
Kowloon består av de följande administrativa distrikt:
- Kowloon City
- Kwun Tong
- Sham Shui Po
- Wong Tai Sin
- Yau Tsim Mong

## Media
Staden förekommer i TV-spelen Shenmue II och Call of Duty: Black Ops.